# Hydriomena centrinotata
Hydriomena centrinotata là một loài bướm đêm trong họ Geometridae.